# Сова-рибоїд смугаста
Сова-рибоїд смугаста (Scotopelia peli) — вид птахів родини совових (Strigidae). Поширений в Африці.

## Поширення
Птах зустрічається в значній частині Африки на південь від Сахари, але, як правило, він досить локальний, і відсутній у більш сухих регіонах. Він частково поширений у Нігерії, Сенегалі, Гамбії, Гвінеї, Сьєрра-Леоне та в Центральній Африці від узбережжя до східного Заїру та фрагментарно до Південного Судану, Сомалі, Кенії і Танзанії та на південь до Замбії, Зімбабве, Ботсвани та східної Південної Африки.
Сова-рибоїд смугаста водиться в лісах уздовж річок і озер. ЇЇ можна знайти в болотах і лиманах на рівні моря до висоти приблизно 1700 м. Улюбленим місцем проживання є річкові ліси з великими деревами, хоча велика кількість також зустрічається на островах з великими, старими деревами в межах великих річок, боліт або озер, за умови, що острови не надто далеко від берега. Вид здебільшого мешкає і не має сезонних переміщень, хоча молоді птахи, які не гніздяться, можуть блукати, перш ніж претендувати на власні території.

## Спосіб життя
Вони ведуть переважно нічний спосіб життя, хоча активні і вдень. Найчастіше при високих рівнях води, коли їм важче зловити здобич. Дорослі особини ведуть малорухливий спосіб життя. Молоді особини після виходу з гнізда можуть залишатися на території батьків. Пізніше дорослі птахи відганяють молодь, яка веде кочовий спосіб життя, поки не знайде свою територію. Птах проводить день, сховавшись у кронах дерев уздовж берега. Він рідко відходить далеко від річки. Коли настає темрява, йде на полювання.
Харчується в основному рибою, рідко доповнюючи свій раціон жабами, крабами і молюсками. Сова чекає на своєму посту біля води. Відстежує найменші хвилі, які може зробити риба. Птах швидко пірнає вниз, міцно хапає рибу кігтями і повертається на місце. Спочатку він пожирає голову, іноді навіть цілком нею задовольняючись.